# Dreamy Dud Sees Charlie Chaplin
Dreamy Dud Sees Charlie Chaplin è un cortometraggio muto del 1915 diretto da Wallace A. Carlson.

## Produzione
Il film fu prodotto dalla Essanay Film Manufacturing Company.

## Distribuzione
Distribuito dalla General Film Company, il film - un cortometraggio di animazione in una bobina - uscì nelle sale cinematografiche USA il 18 agosto 1915.